# Calmar (Canada)
Calmar is een plaats (town) in de Canadese provincie Alberta en telt 1959 inwoners (2005).